# Kandiyohi megye
Kandiyohi megye az Amerikai Egyesült Államokban, azon belül Minnesota államban található. Megyeszékhelye és legnagyobb városa Willmar. Lakosainak száma 43 732 fő (2020. április 1.). Kandiyohi megye Stearns, Chippewa, Renville, Meeker, Swift és Pope megyékkel határos.

## Népesség
A megye népességének változása:
| Lakosok száma | 42 243 | 42 226 | 42 389 | 42 410 | 42 542 | 43 732 |
|               | 2010   | 2011   | 2012   | 2013   | 2015   | 2020   |